# Hyperbaena obovata
Hyperbaena obovata är en tvåhjärtbladig växtart som beskrevs av Ignatz Urban. Hyperbaena obovata ingår i släktet Hyperbaena och familjen Menispermaceae. Inga underarter finns listade i Catalogue of Life.